# Троице-Петровский собор
Тро́ице-Петро́вский собо́р (Петровская церковь Святой Троицы) — несохранившийся первый православный храм Санкт-Петербурга, давший название его первой площади, бывшей центром городской жизни (Троицкую церковь окружали главные государственные и коммерческие учреждения). Пётр I постоянно лично заботился о храме и даже собственноручно принимал участие в его обустройстве. Первое здание было построено в 1709 году, в дальнейшем собор неоднократно перестраивался из-за пожаров. Окончательно снесён в 1933 году.
После закрытия в 1714 году первоначального Петропавловского храма Троицкая церковь становится главным собором столицы, где в присутствии царя с семьей и приближенными проходили все торжественные государственные богослужения, в том числе службы в честь таких событий, как Полтавская победа и Ништадтский мир. С крыльца церкви объявлялись царские указы. Здесь Пётр I получил титул императора. Здесь отпевали царевича Алексея и объявили царевича Петра наследником престола.
В первой трети XVIII века в соборе некоторое время пребывала главная святыня Санкт-Петербурга — Казанская икона Божией Матери.
В 2002—2003 годах в память о снесённом Троице-Петровском соборе была возведена часовня Троицы Живоначальной.
30 сентября 2020 года на Троицкой площади на месте первой церкви Северной столицы — Троице-Петровского собора — открыт памятный знак. Миниатюрная бронзовая копия храма установлена на фрагменте Гром-камня, который служит постаментом памятника Петру I.

## История собора

### XVIII век
По преданию, 14 или 16 мая 1703 года царь Пётр I выбрал место для церкви и срубил на нём куст ракиты, собственно же строительство в соответствии с этим преданием началось несколько позже — 1 октября. На соборе позднее была установлена памятная доска: «построен государем императором Петром I 16-го мая 1703 года, в память взятия бывшей на Охте крепости новые Канцы или Шанцы». Однако на плане центральной части Санкт-Петербурга 1706 года она ещё не обозначена. Не упоминается Троицкая церковь и в подробнейших описаниях иностранных путешественников, посещавших город в первые годы его существования.
В апреле 1709 года последовал царский указ о сооружении церкви; в этом же году вероятно начало строительства. Собор был освящён 10 июля 1711 года. Находясь в тогдашнем центре столицы, Троицкая церковь некоторое время считалась кафедральной.
Через два года после освящения храм расширили приделами и трапезной, над которой возвышалась двухъярусная колокольня с курантами, снятыми с московской Сухаревой башни, которые каждые четверть часа играли «Господи, помилуй».

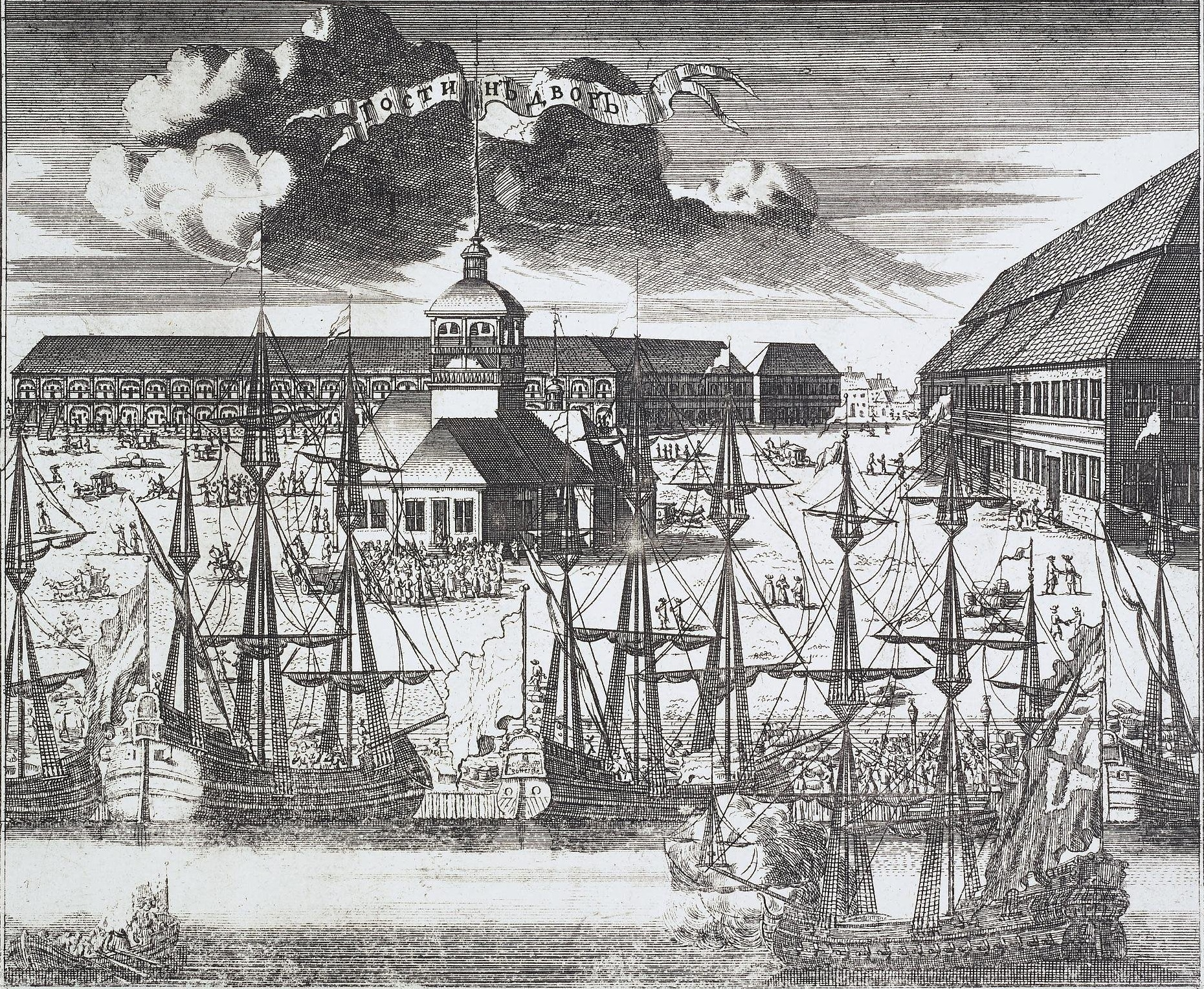
Собор в 1717 году

В 1721 году в специально устроенном приделе собора была размещена церковь во имя преподобного Харитона Исповедника, созданная ещё в 1708 году после победы при Лесной и сопровождавшая Петра I во всех походах.
В 1727 в Харитоньевский придел из упразднённого храма Рождества Богородицы была передана на время чудотворная Казанская икона Божией Матери, которую позже перенесли в новопостроенный храм на Невском.
В январе 1732 года последовал указ о возведении каменного храма на основании того, что «оная церковь совершенно обветшала <…> и невозможно свеч зажигать, что всегда от ветру угасают», отчего пришлось даже разобрать колокольню. Проекты исполнили П. М. Еропкин и Михаил Земцов, до их осуществления дело не дошло, и приготовленные стройматериалы пошли на Зимний дворец.
Службы с 1739 стали идти в Гостином дворе и в Синодальной канцелярии. В том же году Иван Бланк сочинил новый проект, а два года спустя проект купольного двухэтажного храма подал Михаил Земцов, но в апреле 1743 приказано было, разобрав обветшавшую деревянную постройку, восстановить «ровно такую, какова прежде была». Перестройкой руководил Харман ван Болос под руководством архитектора И. И. Сляднева.
1 июня 1745 году в церкви был освящен придел преподобного Харитона, вскоре перенесённый в церковь Синода, а 17 мая 1746 года в присутствии императрицы — главный. Часть икон происходила из прежнего иконостаса, часть написали И. Я. Вишняков и М. Л. Колокольников.
27 марта 1750 новопостроенный храм сгорел дотла от упавшей свечки; удалось спасти лишь иконостас из придела, петровские реликвии и часть утвари.
В 1752 году принято решение о возобновлении Троицкого собора. В 1754—1756 годы он сооружается на прежнем месте по проекту С. А. Волкова. Несмотря на стремление к воссозданию храма в прежнем виде, по своим внешнему виду, размерам и внутренней планировке он достаточно сильно отличался от старого. Согласно сохранившемуся плану XVIII века, размеры были меньше размеров петровской церкви. 1 июня 1756 года восстановленный собор был освящён.

### XIX век

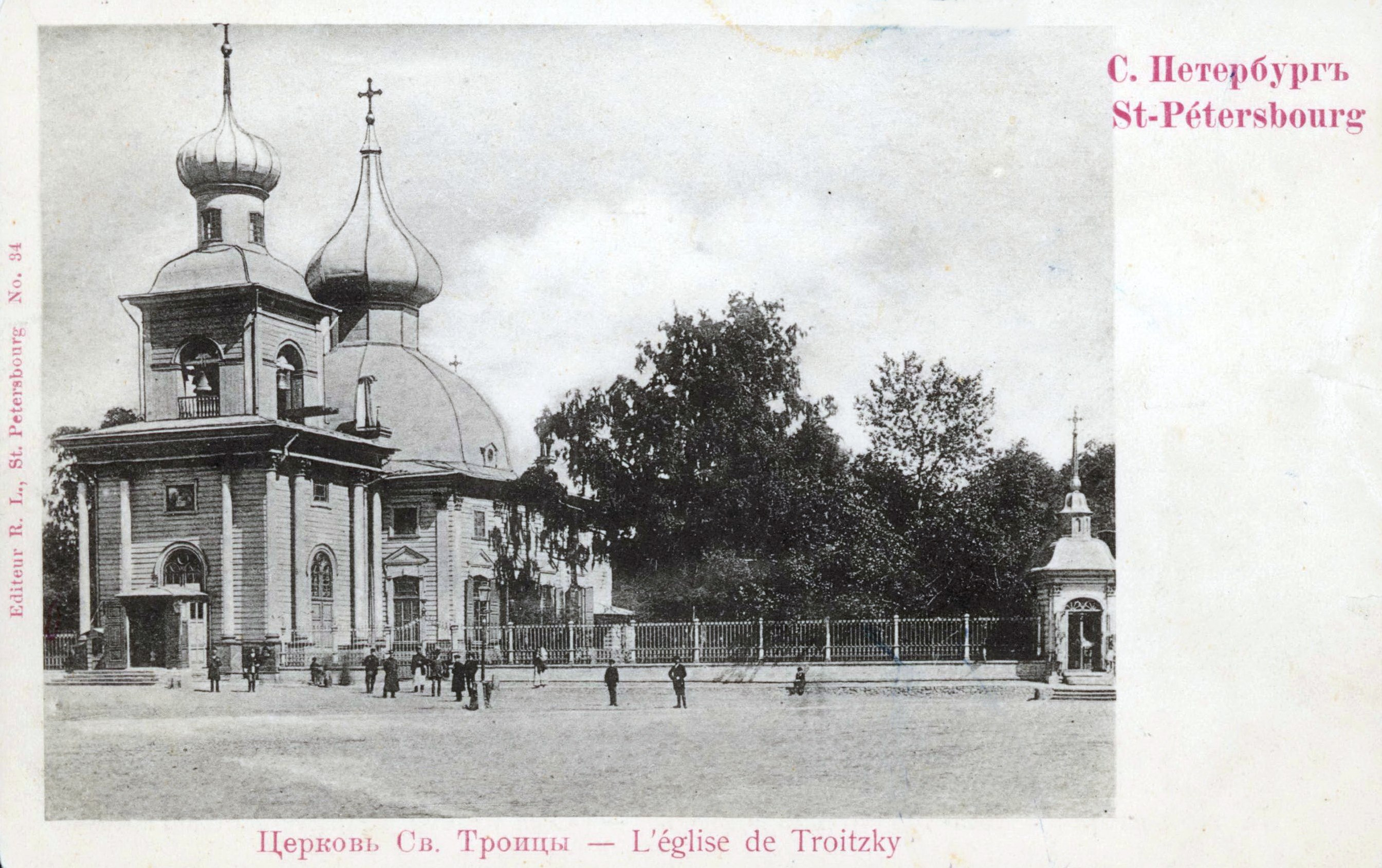
Дореволюционная открытка, фото 1880-х гг.

С 1802 по 1805 год производился капитальный ремонт обветшавшего собора под руководством архитектора Луиджи Руски. Храм переделан в тёплый, в нём сделаны двойные бревенчатые стены с промежутком, заполненным известью.
Храм сильно пострадал от наводнения 1824 года. Повреждения устранялись архитектором Павлом Филипповым.
С 1867 по 1896 год настоятелем храма являлся протоиерей Алексей Лавровский.
С 1868 по 1877 год в храме хранилась древняя святыня — Греческая икона Божией Матери, привезённая в 1821 в Россию из разрушенного турками греческого монастыря Монемвасия.
Следующий крупный ремонт был проведен в 1875—1876 архитектором Е. Е. Аникиным, который подвел под постройку новый фундамент и выстроил часовни. Дополнительные образа для храма написал академик Александр Бейдеман. 19 декабря 1876 последовало освящение обновлённого здания. Император Александр II повелел, «чтобы собор навсегда оставался деревянным».
В 1888 году после спасения императорской семьи при крушении поезда возле станции Борки под Харьковом причт предложил выстроить в ограде новую церковь Греческой Божией Матери по проекту Г. И. Карпова и П. А. Григорьева. Была объявлена подписка по сбору пожертвований, и архитектор Григорьев даже составил проект храма. Но постепенно дело заглохло.
На бумаге осталась и выдвинутая в 1896 году идея возвести трёхпридельный храм в ознаменование 200-летия столицы — построили лишь часовню у Кронверкского сада по проекту А. В. Малова.
Юбилей собора почти совпал с этой датой и праздновался 22 октября 1903 при участии митрополита Антония и Иоанна Кронштадтского.

### Проекты строительства собора (1913—1917)

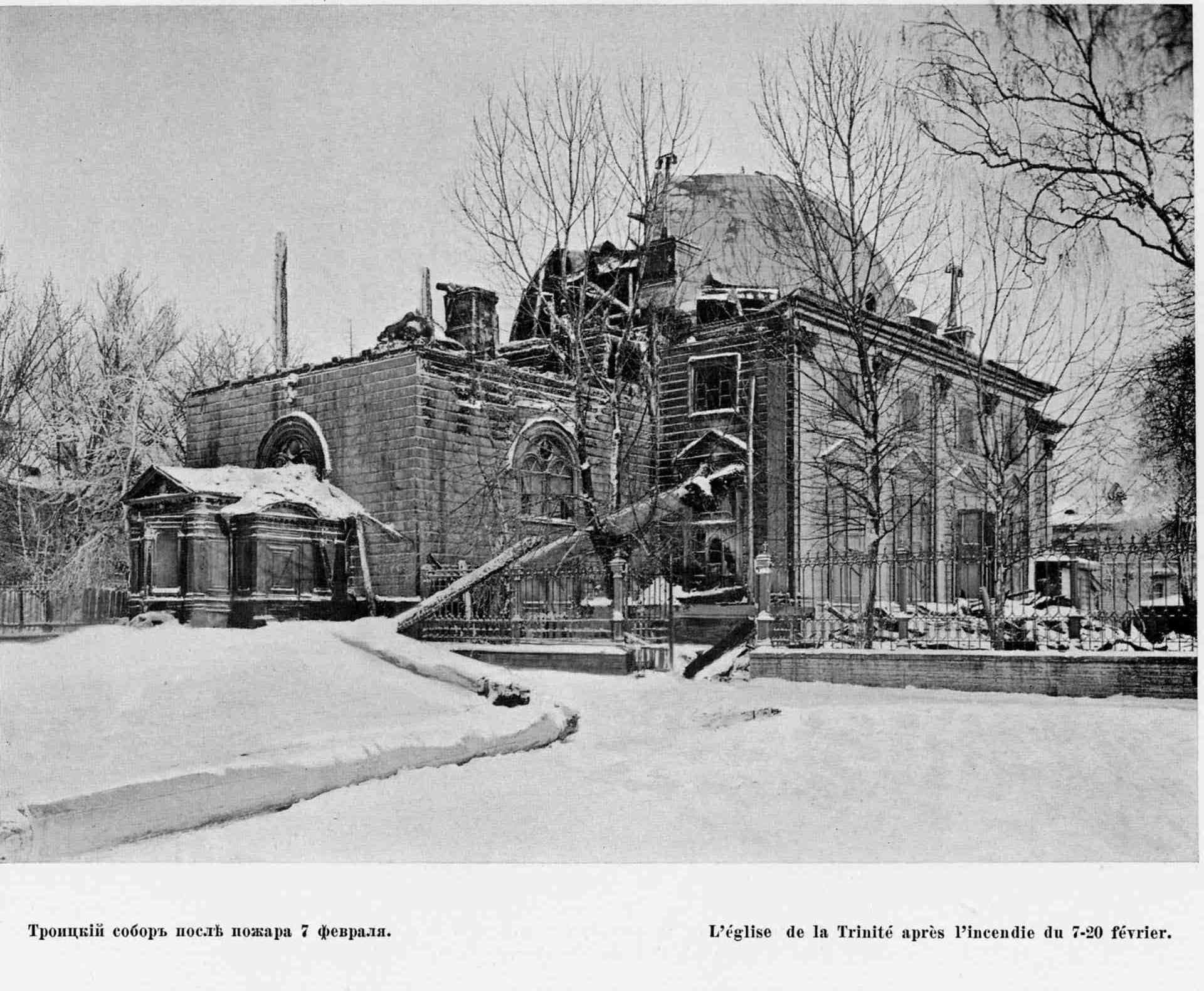
Троицкий собор после пожара 7 февраля 1913 г.

В ночь с 7 на 8 февраля 1913 года из-за неисправности дымовых труб Троицкий собор сильно пострадал от пожара: сгорели купол, крыша, чердак, притвор и колокольня, сохранилась лишь алтарная часть. В сильном огне оплавились колокола.
На пожарище были приглашены известные зодчие. Осмотрев спасённые от огня остатки, Леонтий Бенуа, Владимир Суслов и другие приглашённые высказали своё мнение о нецелесообразности сохранения деревянного храма и его восстановления в допожарном виде. В то же время архитектор-реставратор Д. В. Милеев отмечал, что «пожар нанёс собору незначительные повреждения, которые очень легко могут быть восстановлены».
К этому времени закончилась постройка соборной мечети, появление которой в историческом центре, вблизи Троицкого собора, на очень многих православных произвело тягостное впечатление. Фрейлина императрицы Анна Вырубова писала: «По соседству с петровским собором Святой Троицы, сгоревшем в текущем году, воздвигнута грандиозная мечеть, которая доминирует над всею окружающею местностью. <…> Отнюдь не нарушая принципа веротерпимости, приходится с горечью сознавать, что этим грандиозным видом иноверческого храма на одном из лучших мест столицы православного государства тяжело оскорбляется религиозное чувство христианина. Тяжёлое впечатление, производимое уже отстроенной мечетью, как представляется, может быть ослаблено единственно постройкою на месте Троицкого собора грандиозного храма, который заслонил бы мечеть и отнял бы у неё господствующий над местностью характер. Пожар старой святыни Петербурга и возникшая отсюда необходимость переустройства храма, есть как бы указание свыше».
В августе Дмитрий Ломан передаёт обер-прокурору Синода записку Вырубовой, прибавив, что она «была на прочтении их величеств и на изложенное в ней последовало согласие…». Препровождая эту записку далее, Ломан заметил: «Мечеть уже выстроена и, конечно, представлялось бы совершенно невозможным сносить её, чем возбудилась бы масса совершенно излишних разговоров. Но есть другой достойный выход из положения».
Строительный комитет по возведению каменного собора возглавил князь Иоанн Константинович. Покровительство над комитетом приняла на себя императрица Александра Феодоровна, позднее, с мая 1915 года и её старшая дочь — великая княжна Ольга Николаевна. Перед зодчими была поставлена чрезвычайно сложная художественная и политическая задача — построить огромный храм в стиле, который не знал таких размеров, высоты и объёма.
Первоначально предполагалось соорудить крупнейший в Российской Империи собор вместимостью до 16 000 человек. Особое совещание зодчих остановилось на цифре в 10 000, которая затем уменьшилась до 6 000 — по 3 000 молящихся в верхнем и в пещерном храмах.
В последний день 1913 года Николаем II из четырёх предложенных для нового собора «образцов церковного зодчества» были указаны храмы владимиро-суздальские «в память Св. Александра Невского, великого воителя и борца за русское дело на Неве, почивавшего в г. Владимире на Клязьме до перенесения Святых мощей угодника в Александро-Невскую лавру при императоре Петре I».
Службы в это время проходили во временном деревянном храме, который был построен в 1914 году в 40 метрах к юго-востоку. Временный храм простоял до 1927 года, когда была завершена реставрация собора.
С первых шагов дело храмоздания столкнулось с трудностями: не состоялась покупка земли, принадлежащей великому князю Петру Николаевичу из-за высокой цены, названной заведующим Двором вел. князя. За участок была запрошена огромная сумма, почти в 2 800 000 рублей, более того, комитету было отказано даже в продлении срока переговоров о продаже: «Вопрос о покупке …возбуждается не ради лишь простого приобретения необходимого места, а вызывается глубоким художественным стремлением поставить собор так, чтобы он красовался на берегу Невы и был хорошо виден… Получить эту землю необходимо, иначе вид на собор может впоследствии оказаться застроенным».

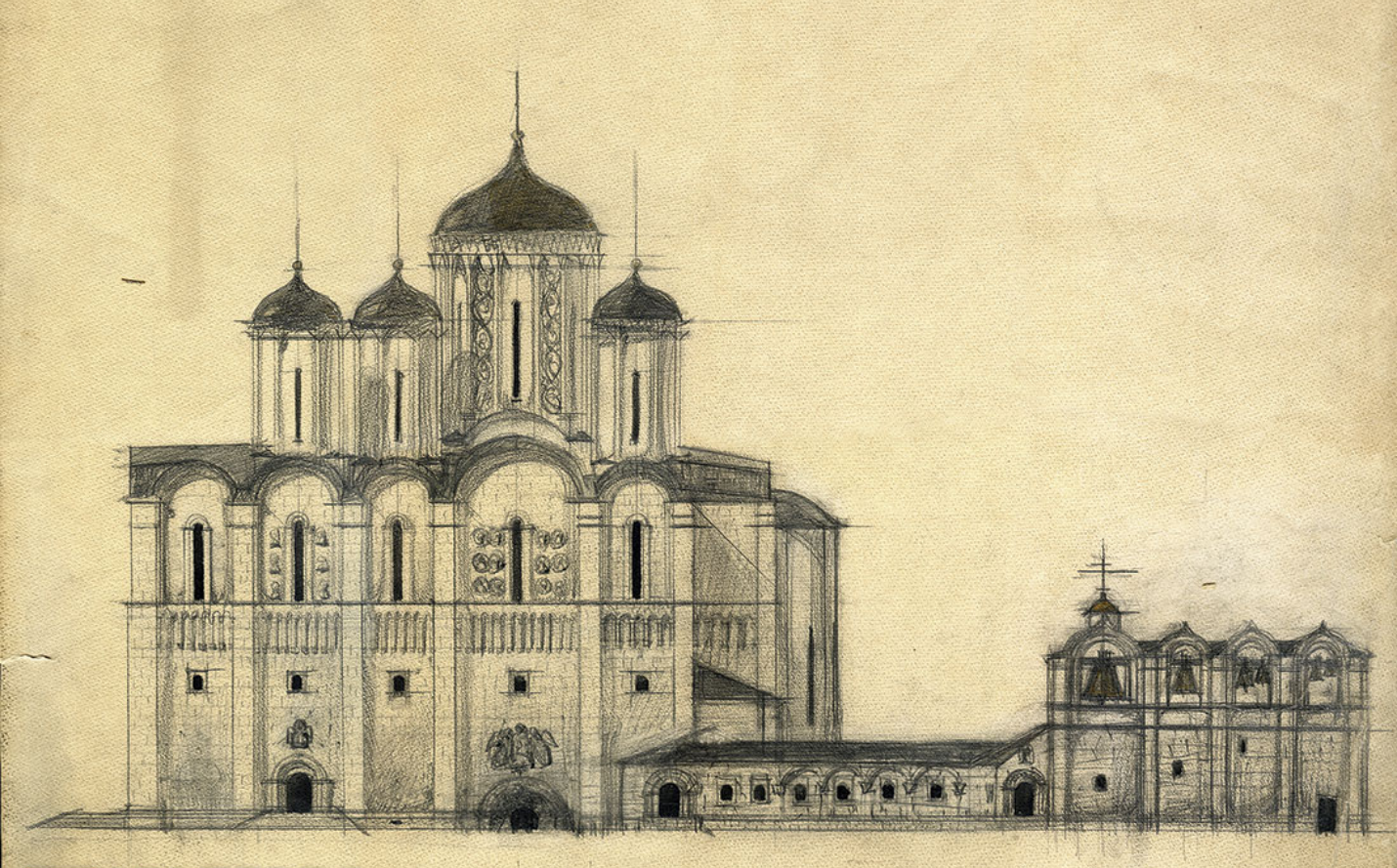
А. Щусев. Конкурсный проект собора Св. Троицы в Петрограде. Южный фасад

К участию в состязании были приглашены шестеро ведущих зодчих неорусского стиля — Владимир Покровский, Алексей Щусев, Андрей Аплаксин, Владимир Суслов, Лев Ильин и Василий Косяков. Последний отказался от участия в состязании из-за отъезда за границу. Вместо него шестым конкурсантом стал письмоводитель комитета А. И. Кипнес. Была разрешена совместная работа над проектами.
Председатель Общества архитекторов-художников Павел Сюзор обратился к председателю строительного комитета великому князю Иоанну с просьбой объявить общедоступный конкурс на составление проекта по предварительно разработанной программе. Ответ гласил: «…Высочайшим указанием <…> устраняется для меня возможность объявить общедоступный конкурс <…> Порядок приглашения художников зодчества к участию в соревновании по представлению проектов храма Высочайше установлен при образовании Комитета, состоящего под моим председательством, и более обсуждению не подлежит».
Зодчие на своём особом совещании для разработки условий под председательством тайного советника Л. И. Новикова решили «придать окружающей собор обстановке единообразный с храмом вид», имея в виду «сопровождающие основную программу сооружения»: дома причта, отдельно стоящая звонница, часовня на месте сгоревшего собора, набережная Невы со спуском и иорданью на нём.
Для оценки проектов Собрание Академии художеств избрало профессоров Леонтия Бенуа, Григория Котова, Александра Померанцева и Михаила Преображенского. Срок представления был назначен на 1 октября 1915 года. Проекты выставили в Мариинском дворце.
Владимир Покровский представил 10 картин — больше, чем другие участники состязания. В своей пояснительной записке к проекту он писал: «Я встретился с необходимостью решить вопрос капитальной важности. Представлялось или значительно уклониться не только от форм прототипов, но и от духа владимиро-суздальской архитектуры, допустив разного рода малые пристройки и крыльца подъездов, коими изобилует программа, или, сгруппировав всё в один общий организм, сосредоточиться на главном — господствующей в эту эпоху кубической форме храма. Я предпочёл выбрать второй приём и старался провести его в чистом виде».
«Для усиления грандиозности» храм получил 13 глав (символы Господа Иисуса Христа и 12 апостолов), 9 глав освещали собор, 4 главы отведены под размещение колоколов общим весом в две тысячи пудов, фасад разделён на семь прясел с каждой стороны, высота с крестом главного купола 35 саженей.
По рассмотрении всех проектов судьи выказали мнение: «…если остановиться на совокупности суждений как представителей академии, так и членов подкомиссии, то надлежит признать работу академика Покровского наилучшею», «фасады… художественно разработаны, но отличаются изобилием глав, что придаёт верхней части сооружения некоторое беспокойство».
Однако окончательное решение, по пожеланию Императрицы, должно было быть принято в царскосельском Александровском дворце, куда в начале июня 1916 году доставили проекты всех шести конкурентов. Объяснения поручили давать члену комитета князю Михаилу Путятину.
По решению Святейшего Синода остатки погоревшего Троице-Петровского собора предполагалось перевезти в Стрельну и передать под подворье Шамординского Казанского Амвросиевского монастыря. Против этого возражала Императорская Археологическая комиссия, но так как у прихода собора не было средств на реставрацию собора, определение Синода пересмотрено не было.
17 апреля 1917 года князь Иоанн Константинович отказался от должности председателя комитета. В том же месяце неизвестным лицом был сделан запрос на имя Комиссара Временного Правительства по бывшему Министерству Императорского Двора с просьбой «не отказать уведомить … о судьбе упомянутых проектов, представляющих значительную художественную ценность» и ниже «Сделать распоряжение о возвращении сих проектов в Комитет».

### Троицкий собор в 1917—1933 годы
В 1923—1926 годах было совершено восстановление собора в виде, как до последнего пожара. Осуществлялось на средства прихода под наблюдением Реставрационной мастерской Ленинградского отделения Главнауки. Проект реставрации выполнен на основе исторических документов Евгением Катониным.
С 1926 года в соборе служил вернувшийся в Ленинград архиепископ Алексий (Симанский).
Закрыт собор 15 августа 1933 и через два месяца снесён по решению Облисполкома, хотя числился под охраной как уникальный памятник архитектуры. Часть икон из него поступила в Русский музей, имущество — в Князь-Владимирский собор. Освободившееся место занял разбитый после войны сквер.
На месте разобранного собора в 1956 году построено новое здание (дом 3-5 по Троицкой площади) и разбит газон.
В настоящее время место, где стоял собор, отнесено КГИОПом к выявленным объектам культурного наследия народов России.

## Иконы собора
Особо чтимая икона святого апостола Андрея Первозванного с житием из Троице-Петровского собора ныне находится в Андреевском соборе на Васильевском острове
.

## Храм-часовня Троицы Живоначальной

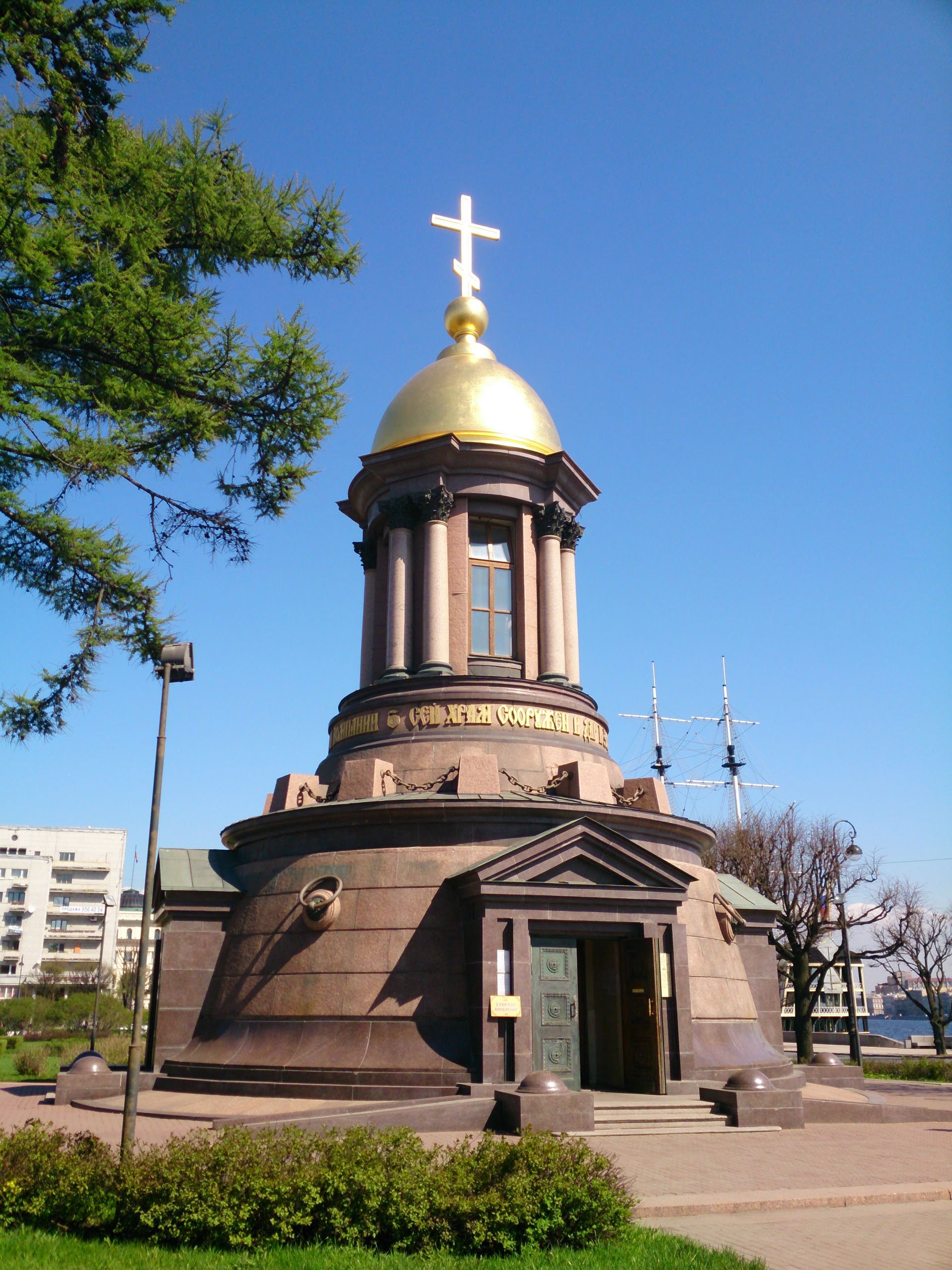
Современная часовня

В настоящее время рядом с местом собора находится храм-часовня Троицы Живоначальной, построенная в 2002—2003 годах в память о снесённом Троице-Петровском соборе, — подарок «Балтийской строительной компании» городу к 300-летию Санкт-Петербурга.
В часовне регулярно совершаются богослужения.

## Упоминания в литературе и фольклоре
Петербургский фольклор связывает с собором известную мистическую легенду, классический вариант которой можно обнаружить на первой странице романа Алексея Толстого «Хождение по мукам»: «Ещё во времена Петра Первого дьячок из Троицкой церкви, что и сейчас стоит близ Троицкого моста, спускаясь с колокольни, впотьмах, увидел кикимору — худую бабу и простоволосую, — сильно испугался и затем кричал в кабаке: „Петербургу, мол, быть пусту“, — за что был схвачен, пытан в Тайной канцелярии и бит кнутом нещадно».
Текстологический анализ показывает, что А. Н. Толстой использовал протоколы реальных допросов Тайной канцелярии. На их основе можно заключить, что кикимора была замечена в 1722 году и, следовательно, является старейшей зафиксированной в Санкт-Петербурге нечистью.